# Foyer de travailleurs migrants
Pour les articles homonymes, voir FTM.
 (juillet 2022).

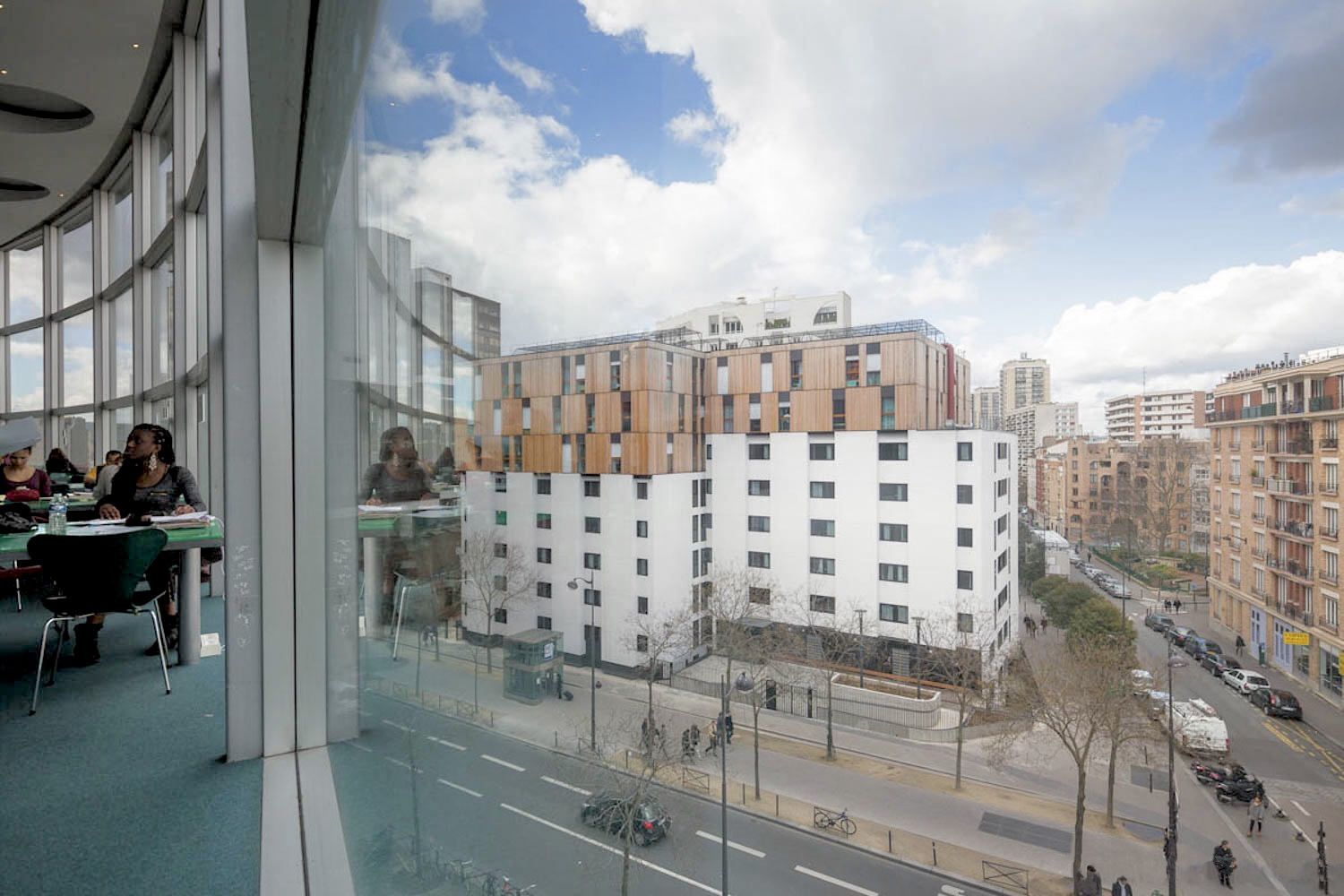
Foyer de travailleurs migrants à Paris en 2014

Le foyer de travailleurs migrants (FTM) est un type de logement social systématisé en France par l'État au milieu des années 1950, pendant la guerre d'Algérie pour héberger les travailleurs nord-africains. Héritiers de la politique de logement patronale ou philanthropique des travailleurs isolés mais aussi de l'encadrement colonial des populations « indigènes », les foyers ont servi ensuite de mode de logement privilégié pour les immigrés isolés issus des anciennes colonies, maghrébins puis sub-sahariens (Mali, Sénégal) dans les années 1960 et 1970,. Autant critiqués pour avoir institutionnalisé et entretenu une discrimination pour et par le logement à l'égard de certaines populations d'immigrés que dénoncés par la droite républicaine et nationaliste en France comme des « zones de non-droit », refuges supposés de l'immigration clandestine et lieux de divers trafics, les foyers de travailleurs migrants rebaptisés « résidences sociales » hébergent aujourd'hui une clientèle très diversifiée et précarisée, comportant une forte proportion de français[réf. nécessaire]. Ces établissements sont aujourd'hui aussi subventionnés par les pouvoirs publics pour favoriser l'intégration des résidents par l'offre d'un logement et l'« accompagnement social », mais leur adaptation à cette nouvelle mission est difficile : beaucoup sont vétustes et insalubres, dans l'attente de réhabilitation, tandis que des conflits opposent encore régulièrement clients et gestionnaires.

## De la discrimination à l'intégration
Conçue et mise en œuvre pour améliorer les conditions de logement et résorber les bidonvilles, mais aussi regrouper et contrôler des populations jugées dangereuses pour l'ordre public dans le contexte de la guerre d'indépendance algérienne, cette politique architecturale et administrative visait aussi à limiter la fixation durable des résidents. Cette main-d'œuvre abondamment employée par l'industrie ou la voirie n'était pas censée dans l'esprit des opérateurs rester, comme le suggère le qualificatif même de « migrants » (et non immigrés). L'habitat consistait en dortoirs ou chambres individuelles de très petite taille, regroupées en unité de vie avec des espaces communs pour la cuisine et les sanitaires, l'établissement étant sous la responsabilité d'un gérant ou d'un directeur habitant généralement sur place.
Aujourd'hui les 700 foyers de travailleurs migrants français, occupent des bâtiments d’époques diverses, qui souffrent souvent d'avoir été construit et entretenus aux moindres frais et d'abriter de fortes densités de population. Les situations sont variées : certains souvent parmi les plus insalubres restent exclusifs aux ressortissants d'Afrique subsaharienne (émigrés Soninkés du Mali ou du Sénégal pour la plupart), d'autres accueillent des gens de toutes origines dont des nationaux, des hommes mais aussi des femmes. Cette population partage outre la faiblesse des ressources une situation de plus en plus précaire, tandis que le vieillissement des premiers occupants qui sont restés dans ce qui était conçu comme un « logement provisoire pour travailleurs “provisoires” » selon l'expression du sociologue Abdelmalek Sayad est une préoccupation depuis plus d'une décennie. 
Le gouvernement a lancé au milieu des années 1990 un programme de réhabilitation, pour transformer ces établissements en « résidences sociales » censées maintenant contribuer à l'insertion de personne en difficulté par l'accès au logement. Mais les contraintes d'une architecture discriminatoire tout autant que le poids dans les représentations et les pratiques de l'héritage de l'« hygiénisme coercitif » qui a dirigé leur mise en place et leur gestion, s'oppose à l'objectif affiché d'en faire des instruments d'intégration.

## Un logement pour les plus précaires
En 2004, 140 000 personnes (dont 30 000 résidents de nationalité française) vivaient officiellement en France dans 700 foyers de travailleurs  foyers, 45 % des lits étant situés en Île-de-France. 
La principale entreprise du secteur reste l'étatique Adoma (anciennement  Sonacotra), créée par le ministère de l'Intérieur pendant la guerre d'Algérie et à qui est confiée la réhabilitation de nombreux foyers vétustes appartenant à d'autres organismes[réf. nécessaire]. C'est une société d'économie mixte qui assure la construction et la gestion de ses établissements et qui possède la moitié du parc avec plus de 300 foyers de travailleurs. Ils devaient être transformés en résidences sociales en 2005[citation nécessaire] pour s'adapter à l'évolution de leur clientèle et de leur mission. Cette évolution qui concerne aussi les autres gestionnaires (à l'exception de ceux qui ne gèrent que des foyers exclusivement africains) peut se constater par quelques chiffres : 
- les Maghrébins forment encore (en 2004) 48 % des résidents (contre 84 % en 1977) et comptent de nombreux retraités ;
- la diversification s'est faite d'abord par l'accroissement du nombre des nationaux : un quart des résidents sont Français, 9 % d'originaires d'Afrique de l'Ouest et 15 % de résidents d'autres origines ;
- 80 % de cette population dispose de moins de 600 euros par mois et près de 70 % de non-actifs parmi eux.

À côté d'Adoma, on trouve divers organismes associatifs issus d'initiatives philanthropiques ou patronales, dont l'implantation géographique est généralement plus limitée que celle d'Adoma :
- l'ADEF (Association pour le développement des foyers,  anciennement Association pour le développement des foyers du bâtiment et de la métallurgie, organisme d'origine patronale, implantée principalement en Île-de-France.
- ARALIS (Association Rhône-Alpes pour le logement et l'insertion sociale), anciennement Maison de l'Afrique du Nord, puis Maison du travailleur étranger, principalement implantée dans la région lyonnaise.
- l'ASSOTRAF (Association pour l'aide aux travailleurs africains).
- Coallia, anciennement AFTAM (Association de formation des travailleurs africains et malgaches), implantée principalement en Île-de-France.
- Soundiata, gestionnaire de foyers africains fondé par des Pères blancs et marqué par un esprit « catho de gauche » plus libéral et humanitaire, en opposition avec les méthodes d'autres bailleurs et en particulier de la Sonacotra[citation nécessaire] à laquelle elle a dû cependant céder plusieurs foyers vétustes et insalubres, dans l'incapacité financière d'en assurer la réhabilitation. Devenue Soundiata nouvelle, l'association est finalement rachetée par l'AFTAM.
- Aléos, anciennement CASNAHR (Comité d'action sociale nord-africaine du Haut-Rhin) puis COTRAMI (Comité haut-rhinois d’action sociale en faveur des travailleurs migrants), association de droit local[C'est-à-dire ?], principalement implantée dans le Haut-Rhin.

Enfin, plus rarement, un certain nombre de CCAS assurent la gestion de foyers. C'est le cas par exemple, du centre d'action social de la Ville de Paris.

## Une politique du logement entre action sociale et contrôle policier

### Premier précédent militaire
La première immigration importante d'Algériens, de Kabylie pour la plupart, en France, a été recrutée et encadrée pendant la première guerre mondiale par le gouvernement, à travers une structure militaire, le SOTC, service de l'organisation des travailleurs coloniaux chargés de fournir des soldats pour le front et des travailleurs à l'arrière. Après la démobilisation, une grande partie de ces premiers immigrants restent, sans contrôle, rejoints par d'autres compatriotes qui cherchent notamment en gagnant la métropole à échapper aux limitations de la condition des indigènes en Algérie.

### Une tentative avortée dans l'entre-deux guerres
Un Service des affaires indigènes nord-africaines de la Préfecture de Police de Paris, le fameux bureau de la rue Lecourbe, est mis en place en 1925 pour centraliser la surveillance et l'encadrement de cette population. Il est chargé notamment de contrôler les quelques rares foyers existants en l'absence de préoccupation patronale ou gouvernementale et les Algériens travaillant en métropole logent pour la plupart dans des conditions difficiles dans des taudis surpeuplés ou des garnis loués dans des cafés-hôtels détenus par leurs compatriotes. La constitution en 1931 d'une Régie des foyers nord-africains, aux préoccupations hygiénistes (tuberculose et syphilis), sécuritaires et politiques, dénoncé par Messali Hadj et le nationalisme algérien naissant, n'aura en l'absence de moyens que de faibles résultats effectifs  : seuls quelques foyers sont construits ou réhabilités à Paris et à Gennevilliers.

### 1947-1954: reconstruction et hébergement de la main-d'œuvre coloniale
Jusque dans les années 1950 l'état répugne de manière générale à investir dans la construction, alors qu'à partir de 1945, une partie importante de la population française souffre de la pénurie de logements consécutive moins aux destructions de la guerre qu'à l'accroissement de la population urbaine et au manque de construction dans les années précédant le conflit. Les travailleurs « coloniaux », qui affluent à cette époque à la suite de la forte demande de main-d'œuvre sont les plus mal logés. Bien plus nombreux en métropole, les Algériens devenus des « français musulmans » se répartissent toujours entre des taudis et des meublés souvent insalubres et surpeuplés, des logements précaires fournis par leurs employeurs (souvent de simples baraquements de chantier), ou commencent à occuper les périphéries des grandes villes pour y construire illégalement des abris de fortune.
Le Ministère du travail, surtout soucieux de maîtriser le recrutement et l'affectation provisoire de cette force de travail en fonction des besoins du développement de l'industrie préconise alors pour eux un logement spécifique en foyers, mais les initiatives publiques restent faibles. Sa direction de la main-d'œuvre entreprend bien la construction de quelques foyers, mais se contente surtout d'encourager par l'action de contrôleurs sociaux de la main-d'œuvre nord-africaine l'hébergement de leurs salariés par les employeurs et de soutenir les initiatives locales d'organismes privés ou de collectivités : d'après un recensement de la fin de 1955, sur une population estimée à 186 418 travailleurs nord-africains, seuls 56 226 sont logés en foyers ou en centres d'hébergement dont 42 739 par leurs employeurs ; 11 487 dans des établissements administratifs divers.
Le ministère de l'Intérieur, qui a perdu officiellement le contrôle de cette population à la suite de la dissolution du bureau des affaires indigènes en 1945, assure lui la gestion de centre d'hébergement d'urgence, mais le contexte de la guerre d'Algérie va lui permettre de faire valoir à nouveau ses anciennes prérogatives dans ce domaine.

### Le tournant de la guerre d'Algérie
Alors que le contrôle du réseau des cafés-hôtels par le mouvement messaliste puis le FLN a assuré une base au nationalisme algérien en Métropole, le développement des bidonvilles en périphérie de Paris, Lyon et Marseille y fait craindre la naissance d'un second front. C'est donc la guerre d'Algérie qui consacre un lien fort et durable entre le contrôle de l'ordre public et l'action sociale, en particulier en matière de logement.
Le ministère de l'Intérieur va d'abord créer sous sa tutelle des associations de gestion de foyers de travailleurs migrants. Déchargé par le transfert en mars 1956 de ses missions de maintien de l'ordre en Algérie au Gouvernement général, il va concentrer son action en métropole par la création d'un « service des Affaires musulmanes et de l'action sociale », une action sociale étroitement liée à la répression. Alors que sont ouverts les premiers camps d'internement pour les nationalistes algériens, les services de l'intérieur fondent le 4 août 1956 la Société nationale de construction pour les travailleurs algériens (Sonacotral) qui va doter le ministère des moyens de contrôler durablement le logement des Algériens puis des autres immigrés et de reconquérir les périphéries aux bidonvilles.

### Évolutions ultérieures
Des foyers créés au XXe siècle sont fermés ensuite. D'autres sont reconvertis en résidence sociale, d'autres sont réhabilités mais certains sont laissés dans un état indigne.

## Films documentaires
- Yamina Benguigui, Mémoires d'immigrés, l'héritage maghrébin, 1998.
- Sélection de films sur les foyers de travailleurs immigrés